# Alabandin
Alabandin eller alabandit, manganblände, är ett sällsynt mangansulfidmineral. Det kristalliserar i kubiska kristallsystemet med den kemiska sammansättningen Mn2+S. Mineralet beskrevs första gången 1784 av Franz-Joseph Müller von Reichenstein.  Namnet kommer från dess förmodade upptäckt i Alabanda (Aïdin) i Turkiet. Alabandit är dimorft med det hexagonala mineralet rambergit.

## Egenskaper
Alabandit utvecklar vanligen massiva till granulära aggregat, men även, mer sällan, kubiska eller oktaedriska kristaller i storlek upp till 1 cm, och har liksom blyglans fullkomlig spaltning utefter kubytorna. Det kristalliserar i kubiska kristallsystemet i rymdgruppen Fm3m med gitterparametern a = 5,22  Å och Z=4 per enhetscell. Färgen är svart till stålgrå, hårdheten Mohs=3,5-4 och hållfastheten spröd.

## Förekomst
Alabandit uppstår i epitermiska (50 – 300 °C och lågt tryck)  polymetalliska sulfidådror och i  lågtemperaturmanganmineraliseringar. Det förekommer med acantit, kalcit, kopparkis, blyglans, svavelkis, kvarts, rodokrosit, rhodonit, zinkblände och elementärt tellur. Ibland återfinns det i meteoriter.
Förekomster av alabandin har påträffats på jordens alla kontinenter och sammantaget har ca 220 fyndorter registrerats (2016). I Sverige har det hittats bland annat i gruvan Garpenberg Norra.